# Voornes Duin
Voornes Duin este o arie protejată (arie de protecție specială avifaunistică — SPA) din Țările de Jos întinsă pe o suprafață de 159 ha, integral pe uscat.

## Localizare
Centrul sitului Voornes Duin este situat la coordonatele 51°53′52″N 4°02′56″E / 51.8978°N 4.0488°E.

## Înființare
Situl Voornes Duin a fost declarat arie de protecție specială avifaunistică în martie 2000 pentru a proteja 4 specii de animale.

## Biodiversitate
Situată în ecoregiunea atlantică, aria protejată nu include niciun habitat protejat.
La baza desemnării sitului se află mai multe specii protejate de  păsări (4): egretă mică (Egretta garzetta), cormoran mare (Phalacrocorax carbo), lopătar (Platalea leucorodia), corcodel-cu-gât-negru (Podiceps nigricollis)